# 朱國壽
朱國壽（？年—？年），號生生，南直隶鎮江府丹陽縣人，北直隶宛平县籍。明末清初政治人物。

## 生平
崇祯三年（1630年）中举，崇禎四年（1631年）联捷辛未科進士。初授陕西蒲城知县，六年调涇陽縣。七年拾遗，补四川内江县。九年任四川乡试同考，同年升工部都水司主事，十一年升兵部车驾司员外，十二年升车驾司郎中，同年以營房塌毁，被杖责革职。。明亡降顺，授县令。
清军入关，再降清，以原官加一级，升工部虞衡司郎中。顺治二年，升山西按察司驿传道佥事，四年升陕西督粮道参议。

## 著作
朱国寿撰有《考成录略》，记载了明末陕西蒲城县、泾阳县、四川内江县等地的钱粮征收、流民形势和民事、刑事案件，朱国寿在上述三县任知县，《考成录略》所收文书即其任内处理当地事务的文书。

## 親屬
曾祖朱應奎，官江西按察使。女婿清初相國李霨。